# IC 1394
IC 1394 — галактика типу C (компактна галактика) у сузір'ї Пегас.
Цей об'єкт міститься в оригінальній редакції індексного каталогу.